# Robert Park
Robert Ezra Park, född 14 februari 1864, död 7 februari 1944, var en amerikansk urbansociolog som anses vara en av de mest inflytelserika personerna inom den tidiga amerikanska sociologin. Park gjorde betydande bidrag till urbansociologin, studerade relationer mellan rasifierade och icke-rasifierade och bidrog till att introducerade empiriskt grundade metoder (främst deltagande observation) inom kriminologi. Från 1905 till 1914 var Park verksam tillsammans med Booker T. Washington vid Tuskegee Institute. Efter att ha lämnat Tuskegee undervisade han vid University of Chicago från 1914 till 1933, där han spelade en ledande roll i utvecklingen av Chicagoskolan.
Park är känd för sina verk inom humanekologi, migration, kulturell integration, sociala rörelser.